# Піщаний (Мурманська область)
Піщаний — селище в Кольському районі Мурманської області (Росія). Адміністративно входить до складу Пушненського сільського поселення.

## Уродженці
У селищі народився український політик та державний діяч Ігор Миколайович Прасолов.

## Населення
Чисельність населення, що проживає на території населеного пункту, за даними Всеросійської перепису населення 2010 року становить 139 осіб, з них 69 чоловіків (49,6%) і 70 жінок (50,4 %).
| 2002 | 2010 |
| ---- | ---- |
| 267  | ▼139 |